# 殷之輅
殷之輅（？—?），字稚坚，直隸寧國府宣城縣人。明朝政治人物。金華府知府殷登瀛之子。

## 生平
萬曆二十八年（1600年）庚子科應天鄉試舉人，萬曆四十一年（1613年）癸丑科進士。除知福宁州，州濱海，畫防倭策，得無警。改建學址，人文蔚興。分闈得士，冠八閩。擢刑部主事，大司空邹南皋（邹元标）獨加推重。疑狱必咨，時孝廉钱千秋以诖误系，力释之于獄。出知泉州府，數月卒。